# Аксманичі
Яксманицький Ячко
Аксманичі (пол. Aksmanice) — село в Польщі, у гміні Фредрополь Перемишльського повіту Підкарпатського воєводства, у межах етнічної української території Надсяння.
Населення — 282 особи (2011).

## Географія
Село розташоване неподалік від польсько-українського кордону, за 4 км на південь від центру гміни Фредрополя, за 10 км на південь від центру повіту міста Перемишля, 66 кілометрів на південний схід від столиці воєводства — міста Ряшіва і за 4 км на захід від Нижанкович.
Через село протікає річка Залісся. Поверхня нерівна, зі сходу рівнинна, а в напрямку заходу та півдня горбиста аж до гори Хиб (423 м) і Лисої гори (461 м). Терен безлісий, орні поля, пасовища і поля без ужитку.

## Назва
У 1977-1981 рр. в ході кампанії ліквідації українських назв село називалося Вітольдув (пол. Witoldów).

## Історія
Перша згадка про село Яксманичі (Аксманичі) походить з 1407 року, з документа Владислава Ягайла, який підтверджує належність цієї місцевості до православного єпископства в Перемишлі. Є також згадки дещо пізніші, наприклад з 1424 року.
Село було власністю роду Яксманицьких гербу Леліва. У 1542 році перейшло до володіння Кмітів, які приєднали його до володінь Баховських. У 1602 році Кмітовичі продали село Іванові Томашеві Дрогойовському. Від 1617 року власником села був Микола Вольський, великий маршалок корони. На початку XVIII століття Аксманичі стали власністю Потоцьких. У 1787 році Станіслав Потоцький продав село Констянтинові Дверницькому, який не мав доброї репутації серед мешканців села. Пізніше село ставало власністю графа Котовського, графа Олександра Круковецького і графів Дєдушинських. З переказів знаємо, що графиня Круковецька мала добру репутацію серед мешканців, була доброзичлива, допомагала бідним, дбала про школу.
У 1880 році в селі було помістя, яке мало 112 моргів землі (1 морг = 0,57 га). Селянам належало 268 моргів. Село нараховувало 515 мешканців, з них: 492 греко-католики, 16 римо-католиків і 7 осіб євреїв, що визнавали юдаїзм. Римо-католики обслуговували помістя (двір), євреї займалися торгівлею і дрібним ремеслом (кравецтво). Одна єврейська сім'я вела корчму.
До Аксманич належав також присілок Гаї. До присілку прилягав маєток, що лежав на горі Хиб, у міжвоєнному періоді належав єврейському власнику Флюгеру Меінліху.
З 1867 р. Аксманичі входили до Перемишльського повіту. Під час реорганізації ґмін 1868 року до Аксманич приєднано сусіднє село Берендьовичі. Перед Першою світовою війною Берендьовичі знову було відділено і стало самостійним селом.
Частина села була спалена 1915 року під час підготовки до оборони фортеці Перемишль.
Після розпаду Австро-Угорщини і утворення 1 листопада 1918 р. Західноукраїнської Народної Республіки це переважно населене українцями село Надсяння було окуповане Польщею в результаті кровопролитної війни.
У 1921 році в селі було 86 господарств і 480 мешканців, у тому числі 466 греко-католиків, 2 римо-католики і 12 євреїв. Греко-католицька громада входила до парафії села Клоковичі, яка з 1930 р. належала до Нижанківського деканату Перемишльської єпархії.
На 1 січня 1939-го в селі з 820 жителів було 790 українців, 15 поляків і 15 євреїв.
12 вересня 1939 року німці окупували село, однак вже 26 вересня 1939 року мусіли відступити, оскільки за пактом Ріббентропа-Молотова правобережжя Сяну належало до радянської зони впливу. За кілька місяців село ввійшло до Перемишльського району Дрогобицької області. В червні 1941, з початком німецько-радянської війни село вже в перший тиждень було зайняте військами вермахту.
В липні 1944 року радянські війська оволоділи цією територією.
У березні 1945 року західна частина Дрогобицької області включно з Аксманичами віддана Польщі.
Москва підписала й 16 серпня 1945 року опублікувала офіційно договір з Польщею про встановлення лінії Керзона українсько-польським кордоном та, незважаючи на бажання українців залишитись на рідній землі, про передбачене «добровільне» виселення приблизно одного мільйона українців з «Закерзоння», тобто Підляшшя, Холмщини, Надсяння і Лемківщини., Перед виселенням 1945–1947 pp. Аксманичі мали 102 господарства, а присілок Гаї — 11. Разом адміністративна одиниця мала 113 господарств. Тоді в селі і присілку було 593 українців (греко-католиків). Тільки три сім'ї були мішані — українсько-польські.
Розпочалося виселення українців з рідної землі. Проводячи депортацію, уряд Польщі, як і уряд СРСР, керувалися Угодою між цими державами, підписаною в Любліні 9 вересня 1944 року, але, незважаючи на текст угоди, у якому наголошувалось, що «Евакуації підлягають лише ті з перелічених (…) осіб, які виявили своє бажання евакуюватися і щодо прийняття яких є згода Уряду Української РСР і Польського Комітету Національного Визволення. Евакуація є добровільною і тому примус не може бути застосований ні прямо, ні посередньо. Бажання евакуйованих може бути висловлено як усно, так і подано на письмі.», виселення було примусовим і з застосуванням військових підрозділів.
Українське населення села, якому вдалося уникнути депортації до СРСР, попало в 1947 році під етнічну чистка під час проведення Операції «Вісла» і було виселено на ті території у західній та північній частині польської держави, що до 1945 належали Німеччині.
Згодом з північних та західних земель Польщі частина виселених мешканців повернулась до рідного села.
У 1975-1998 роках село належало до Перемишльського воєводства.

## Городище в Аксманичах
На відстані близько 1 кілометра на захід від села, за присілком Гаї і горою Хиб було знайдено сліди ранньосередньовічного городища з трьома насипаними колами валів. Наукові дослідження городища почалися 1968 року групою практикантів Краківської гірничої академії. Докладніше вивчення об'єкта підтвердило існування великого і добре укріпленого городища раннього середньовіччя. Час виникнення городища допомогли встановити фрагменти орнаментів глиняного посуду. Будова виникла, правдоподібно, в X–XI ст. і є характерною для укріплень часів Київської Русі. Подібні городища знайдено в Перемишлі і в Кописно.

## Демографія
- 1785 — 220 греко-католиків, 10 римо-католиків, 15 юдеїв
- 1840 — 402 греко-католики
- 1879 — 358 греко-католиків
- 1880 — 515 мешканців, з них 492 греко-католики (більше 95,5%), 16 римо-католиків (3%) і 7 юдеїв (менше 1,5%)
- 1899 — 406 греко-католиків
- 1921 — 480 мешканців, у тому числі 466 греко-католиків (більше 97%), 2 римо-католики (менше 0,5%) і 12 юдеїв (2,5%)
- 1938 — 579 греко-католиків
- 2005 — 250 мешканців

Демографічна структура станом на 31 березня 2011 року:
|          | Загалом | Допрацездатний вік | Працездатний вік | Постпрацездатний вік |
| -------- | ------- | ------------------ | ---------------- | -------------------- |
| Чоловіки | 134     | 31                 | 92               | 11                   |
| Жінки    | 148     | 31                 | 89               | 28                   |
| Разом    | 282     | 62                 | 181              | 39                   |